# Turay
Turay, Hermano de Aventuras, fue una fue una revista de historietas publicada entre 1974 y 1975 en la Argentina por Editorial Julio Korn, bajo la dirección de Enrique Meier. La revista traía una mirada latinoamericana a los temas tradicionales de la historieta (Turay significa hermano en quechua). Tenía forma apaisada, a la manera del viejo Misterix. 

## Trayectoria editorial
Fue el dibujante Enrique Meier quien tuvo la iniciativa de crear una revista sin dueños, es decir, manejada como una cooperativa de trabajo. La Editorial Julio Korn se encargó de la impresión y la distribución. Su primer número apareció en octubre de 1974.
Duró sólo 4 números, pero es recordada por su novedoso enfoque de la producción de historietas nacionales. 

## Contenido
Los guiones estaban a cargo de Eugenio Mandrini (Euman), Jorge Claudio Morhain, Carlos Albiac y Guillermo Saccomanno, mientras que los dibujantes eran Gianni Dalfiume, Lito Fernández, Ramón Gil, Alberto Macagno (Suchio), Cacho Mandrafina, Rubén Marchionne, Horacio Merel y Néstor Olivera.
| Números | Fecha  | Título                                | Guionista        | Dibujante                        |
| ------- | ------ | ------------------------------------- | ---------------- | -------------------------------- |
| 1-      | 10/74- | John Juan                             | Eugenio Mandrini | Gianni Dalfiume                  |
| 1-      | 10/74- | Manuscritos Apócrifos de la Conquista | Jorge C. Morhain | Lito Fernández, Cacho Mandrafina |
| 1-      | 10/74- | Historias de Tierra Bárbara           | Euman            | Horacio Merel                    |
| 1-      | 10/74- | La Cantina del Soldado Desconocido    | Carlos Albiac    | Néstor Olivera                   |